# İdris Nebi Taşkan
İdris Nebi Taşkan (* 18. August 1997 in Istanbul) ist ein türkischer Schauspieler.

## Leben und Karriere
Taşkan wurde am 18. August 1997 in İstanbul geboren. Sein Debüt gab er 2014 in der Fernsehserie Muhteşem Yüzyıl. Anschließend war er 2015 in der Serie Poyraz Karayel zu sehen. Danach trat er 2016 in Arkadaşlar İyidir auf. Von 2017 bis 2018 bekam er eine Rolle in der Serie Fazilet Hanım ve Kızları. 2019 wurde Taşkan für den Film Özgür Dünya gecastet. Zwischen 2019 und 2020 bekam er eine Nebenrolle in Zalim İstanbul. 2022 bekam er eine Hauptrolle in Gizli Saklı. Seit 2023 spielt er in der Serie Al Sancak die Hauptrolle.

## Filmografie
Filme
- 2019: Özgür Dünya
- 2023: Benim Babam Bir Kahraman

Serien
- 2014: Muhteşem Yüzyıl
- 2015: Poyraz Karayel
- 2016: Arkadaşlar İyidir
- 2017–2018: Fazilet Hanım ve Kızları
- 2019–2020: Zalim İstanbul
- 2021: Baht Oyunu
- 2021: Ölüm Zamanı
- 2022: Gizli Saklı
- seit 2023: Al Sancak